# Лобода, Юрий Аркадьевич
 Лобода, Юрий Аркардьевич (22 января 1990, Москва) — российский автогонщик.

## Карьера
Гоночная карьера Юрия началась в 2004 году с секции картинга, куда он пошёл заниматься в 14 лет под руководством Владимира Маслова, известного раллиста и заслуженного мастера спорта.
С 14 лет Юрий начал выступать в межклубных соревнованиях по картингу, где занял 2-е место в классе «Мини» спустя всего 2 месяца после начала тренировок. В следующем году в классе «Юниор» он стал бронзовым призёром.
В 16 лет Юрий принял участие в Первенстве России по автокроссу и с 2006г. по 2008г. неоднократно выходил на старт в классах Д2-Юниор и Д3/4, где завоевал несколько побед и подиумов.
В 2009 году он принял приглашение принять участие в кольцевых гонках и провел сезон в известном французском монокубке Renault Clio Cup, где успешно выступил за команду Exigence-Motorsport. Несмотря на то, что пришлось работать в новых довольно тяжелых для него условиях европейской гоночной серии, дебютный сезон принес юному пилоту не только ценный опыт, но и почетное 2-е место на первом этапе (зачетная группа «Junior»). В 2010 году в той же гоночной серии Юрий занял 3-е место на одном из этапов в той же зачетной группе.
Спортивный сезон 2011 года Юрий Лобода провел в Кубке Лада Гранта, пилотируя в составе команды Aeroexpress Racing Team в экипаже со своим братом-близнецом Михаилом. По итогам сезона они поднялись на подиум: 3-е место в серии Lada Granta Cup (Россия), 3-е место в Кубке России (зачетная группа «Лада Гранта»).
В 2012 году Михаил и Юрий Лобода продолжили выступление в Кубке России Lada Granta за команду Aeroexpress Racing Team. Этот год сложился удачнее - братья Лобода лидировали весь сезон, но техническая проблема на последнем этапе не позволила закончить его на вершине. По итогам сезона их экипаж занял только второе место.
Параллельно с выступлениями в Кубке Lada Granta в сезоне 2013 Юрий дебютировал в национальном чемпионате «Формула-Россия» на болидах с открытыми колесами, став пятым после 8-ми этапов.
В сезоне 2014 года Юрий продолжает участие в чемпионате «Формула Россия». По итогам Чемпионата, он занял четвёртое место. В том же сезоне Юрий принял решение выступить в мировой серии гонок GT — европейском чемпионате Blancpain Endurance Series. Вместе со своим братом Михаилом и ещё одним российским пилотом Владимиром Лункиным  он представлял команду Black Falcon в зачете Pro-Am, став единственным полностью российским экипажем этой серии. Проехав два этапа в Италии и Великобритании, братья были вынуждены завершить участие в серии в связи с возникшими проблемами со спонсорами.